# هیلشید
هیلشید (به آلمانی: Hilscheid) یک شهر  در آلمان است که در برنکاستل-ویتلیش واقع شده‌است. هیلشید ۲۶۸ نفر جمعیت دارد.